# Jag-eob-ui jeongseok
Jag-eob-ui jeongseok (작업의 정석?), noto anche con il titolo internazionale The Art of Seduction, è un film del 2005 diretto da Oh Ki-hwan.

## Trama
Han Ji-won e Seo Min-jun riescono sempre a fare innamorare di loro chiunque desiderino, utilizzando tattiche consolidate. Ji-won non riesce però a fare innamorare Min-jun, e viceversa.